# Kamal (ort)
Kamal är en ort i Indonesien.   Den ligger i provinsen Jawa Timur, i den västra delen av landet, 700 km öster om huvudstaden Jakarta. Kamal ligger 7 meter över havet och antalet invånare är 22 515. Den ligger på ön Madura.
Terrängen runt Kamal är platt. Havet är nära Kamal åt sydväst. Runt Kamal är det mycket tätbefolkat, med 10 000 invånare per kvadratkilometer. Närmaste större samhälle är Surabaja, 9,7 km söder om Kamal. Runt Kamal är det i huvudsak tätbebyggt.